# دوري الدرجة الأولى الأرجنتيني 1977
دوري الدرجة الأولى الأرجنتيني 1977 (بالإسبانية: Campeonato Nacional 1977) هو الموسم 47 من دوري الدرجة الأولى الأرجنتيني. أشرف على تنظيمه اتحاد الأرجنتين لكرة القدم، وكان عدد الأندية المشاركة فيه 32، وفاز فيه إنديبندينتي.